# Stilpnoblatta opaca
Stilpnoblatta opaca är en kackerlacksart som först beskrevs av Walker, F. 1868.  Stilpnoblatta opaca ingår i släktet Stilpnoblatta och familjen jättekackerlackor. Inga underarter finns listade i Catalogue of Life.